# Frank R. Paul

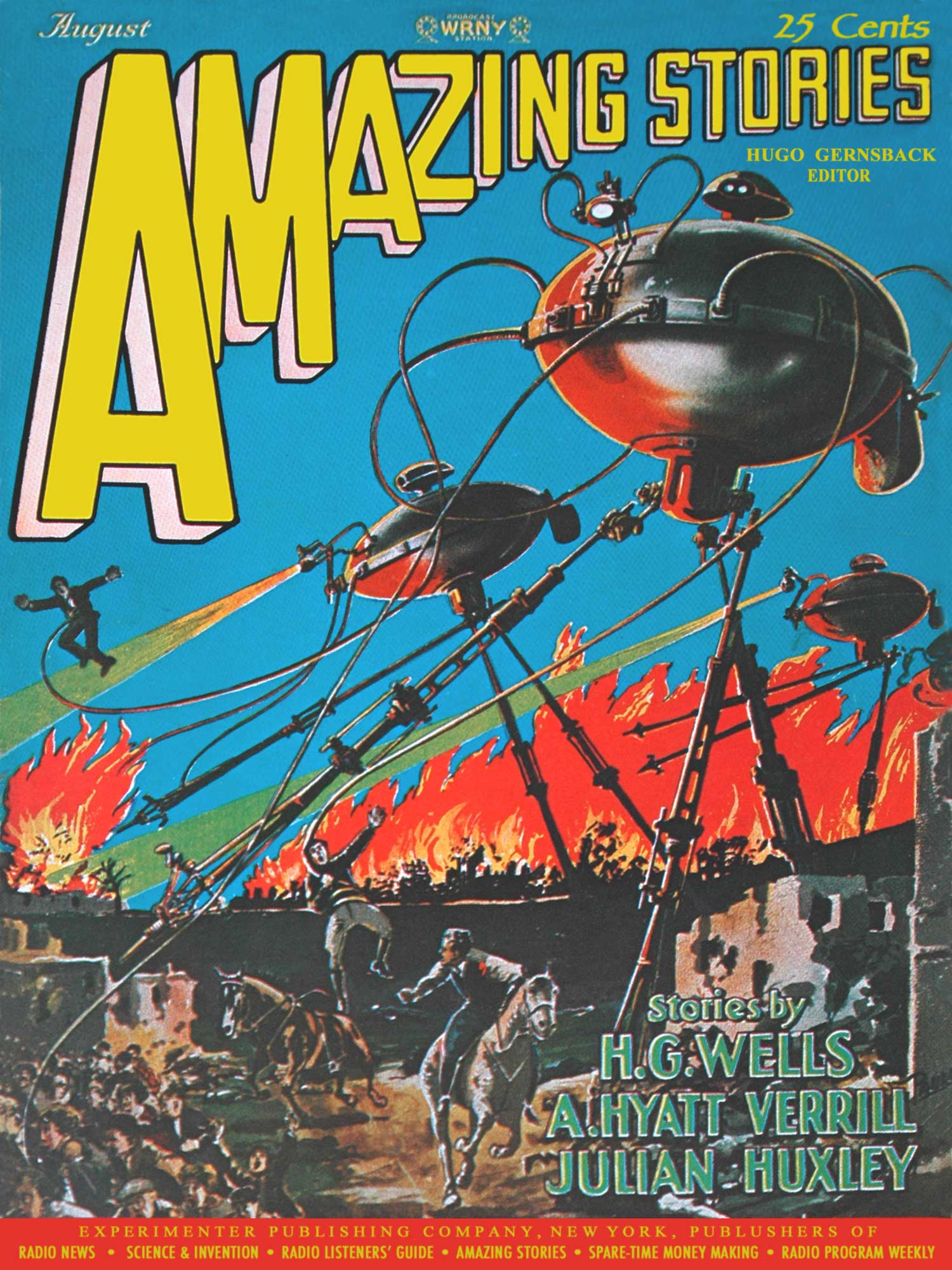
Okładka magazynu Amazing Stories z sierpnia 1927 roku z ilustracją Franka R. Paula nawiązującą do treści powieści Wojna światów

Frank R. Paul, właśc. Frank Rudolph Paul (ur. 18 kwietnia 1884 w Wiedniu, zm. 29 czerwca 1963 w Teaneck, New Jersey) – amerykański ilustrator pochodzenia austriackiego, autor licznych okładek do pulpowych magazynów o science fiction. Ze szczególnym upodobaniem rysował roboty i statki kosmiczne.

## Życiorys
Urodził się w Wiedniu, gdzie rozpoczął studia architektoniczne i plastyczne, kontynuowane następnie w Paryżu i Nowym Jorku.
Paul został odkryty jako twórca przez Hugo Gernsbacka – prominentnego wydawcę SF – i wywarł wielki wpływ na wygląd okładek i magazynów poświęconych science fiction wydawanych w latach 20. i 30. XX wieku.
W jego pracach pojawiały się nieodmiennie wielkie roboty, groźne maszyny i statki kosmiczne. Stworzył bardzo sugestywne ilustracje do Wojna światów, które wpłynęły na ich wizerunek trójnogich robotów w adaptacjach filmowych powieści Herberta George’a Wellsa. Używał żywych, a często jaskrawych kolorów. Stworzył okładki inspirowane tekstami Edgara Rice’a Burroughsa, Hugo Gernsbacka, Charlesa Clouke’a czy Johna W. Campbella.
Rysował m.in. dla magazynów Amazing Stories, Wonder Stories, Planet Stories, Superworld Comics, Science Fiction i Marvel Comics. Wiele z nich było potem przedrukowywanych jako okładki książek i innych magazynów science fiction Do jego najsłynniejszych ilustracji należy okładka do Wojny Światów Wellsa

## Nagrody i wyróżnienia
- Był jedynym Gościem Honorowym pierwszego Worldconu w 1939 w Nowym Jorku.
- W 2009 został przyjęty w poczet Science Fiction and Fantasy Hall of Fame[4].
- Dwukrotnie nominowany do Retro Hugo Awards.
- W latach 1976–1996 w Nashville przyznawana była nagroda jego imienia (Frank R. Paul Award) dla utalentowanych grafików.

## Okładki
Niektóre ilustracje na okładki stworzone przez Franka Paula
- Amazing Stories – lipiec 1926, luty 1927, sierpień 1927, wrzesień 1927, 1927 Annual, styczeń 1928,  lipiec 1928, sierpień 1928, październik 1928, listopad 1928, styczeń 1929, luty 1929, maj 1929, czerwiec 1929
- Amazing Stories Quarterly – wiosna 1928, lato 1928, zima 1930
- Wonder Stories – czerwiec 1930, sierpień 1930, październik 1930, marzec 1931, październik 1931, październik 1932, styczeń 1933, luty 1933, marzec 1933, kwiecień 1933, maj 1933, czerwiec 1933, październik 1933, listopad 1933, luty 1934, lipiec 1934, sierpień 1934
- Wonder Stories Quarterly – lato 1930, wiosna 1931, lato 1931, zima 1933
- Air Wonder Stories – lipiec 1929, listopad 1929, grudzień 1929, luty 1930, marzec 1930, kwiecień 1930, maj 1930
- Science Wonder Stories – lipiec 1929, sierpień 1929, wrzesień 1929, październik 1929, listopad 1929, styczeń 1930, luty 1930, marzec 1930, kwiecień 1930, maj 1930
- Famous Fantastic Mysteries – kwiecień 1940
- Science and Invention – październik 1927
- Science and Mechanics – październik 1933, marzec 1934, listopad/grudzień 1934, styczeń 1936, marzec/kwiecień 1936,
- Dynamic Science Stories – luty 1939
- Superworld Comics – maj 1940
- Science Fiction – marzec 1939, sierpień 1939
- Startling Stories  czerwiec 1939, grudzień 1934, styczeń 1935, lipiec 1935, lipiec 1935, wrzesień 1935, październik 1935, grudzień 1935